# Patente de 1804
La patente du 11 août 1804 (en allemand : Patent vom 11. August 1804 ; ou Allerhöchste Pragmatikal-Verordnung vom 11. August 1804) est l'acte par lequel l'empereur romain germanique, François II, crée le titre d'empereur héréditaire d'Autriche. Cet acte est considéré comme l'acte fondateur de l'empire d'Autriche.
La patente comprend un préambule suivi de cinq paragraphes et d'une annexe qui définit la titulature de l'empereur.
Le premier paragraphe précise que le titre d'empereur héréditaire d'Autriche sera intercalé entre celui d'empereur élu des Romains et celui de roi de Germanie, de sorte qu'il précédera les titres de roi de Hongrie et de Bohême ainsi que d'archiduc d'Autriche.
Le paragraphe 3 garantit aux possessions la conservation de leurs dénominations et de leurs rapports.
Le paragraphe 4 prévoit trois couronnements : le premier comme empereur héréditaire d'Autriche, le deuxième comme roi de Hongrie, le troisième comme roi de Bohême.
L'annexe fixe la titulature de l'empereur[réf. nécessaire]. Elle comprend quatre paragraphes. Les trois premiers concernent respectivement le grand, le moyen et le petit titre[Quoi ?]. Le dernier paragraphe est la traduction du grand titre en latin.
| Titre (en français)                | En allemand                           | En latin                                   |
| ---------------------------------- | ------------------------------------- | ------------------------------------------ |
| Empereur élu des Romains           | erwählter römischer Kaiser            | electus Romanorum Imperator                |
| Empereur héréditaire d'Autriche    | erblicher Kaiser von Oesterreich      | haereditarius Austriae Imperator           |
| Roi de Germanie                    | König in Germanien                    | Germaniae Rex                              |
| Roi de Hongrie                     | König zu Hungarn                      | Hungariae Rex                              |
| Roi de Bohême                      | König zu Böheim                       | Bohemiae Rex                               |
| Roi de Dalmatie                    | Dalmatien                             | Dalmatiae Rex                              |
| Roi de Croatie                     | Croatien                              | Croatiae Rex                               |
| Roi de Slavonie                    | Slavonien                             | Slavoniae Rex                              |
| Roi de Galicie                     | Galizien                              | Galiciae Rex                               |
| Roi de Lodomérie                   | Lodomerien                            | Lodomeriae Rex                             |
| Roi de Jérusalem                   | König zu Jerusalem                    | Hierosolymae Rex                           |
| Archiduc d'Autriche                | Erzherzog zu Oesterreich              | Archidux Austriae                          |
| Duc de Lorraine                    | Herzog zu Lothringen                  | Dux Lotharingiae                           |
| Duc de Venise                      | Herzog zu Venedig                     | Dux Venetiarum                             |
| Duc de Salzbourg                   | Salzburg                              | Dux Salisburgi                             |
| Duc de Styrie                      | Steyer                                | Dux Styriae                                |
| Duc de Carinthie                   | Kärnthen                              | Dux Carinthiae                             |
| Duc de Carniole                    | Krain                                 | Dux Carnioliae                             |
| Grand-prince de Transylvanie       | Grossfürst zu Siebenbürgen            | Magnus Princeps Transilvaniae              |
| Margrave de Moravie                | Markgraf in Mähren                    | Marchio Moraviae                           |
| Duc de Wurtemberg                  | Herzog zu Würtemberg                  | Dux Würtembergae                           |
| Duc de Haute- et Basse-Silésie     | Ober- und Niederschlesien             | Dux superioris et inferioris Silesiae      |
| Duc de Parme                       | Parma                                 | Dux Parmae                                 |
| Duc de Plaisance                   | Plazenz                               | Dux Placentiae                             |
| Duc de Guastalla                   | Guastalla                             | Dux Guastallae                             |
| Duc d'Auschwitz                    | Auschwitz                             | Dux Osveciniae                             |
| Duc de Zator                       | Zator                                 | Dux Zatoriae                               |
| Duc de Teschen                     | Teschen                               | Dux Teschinae                              |
| Duc de Frioul                      | Friaul                                | Dux Forojulii                              |
| Duc de Zara                        | Zara                                  | Dux Jaderiae                               |
| Prince de Souabe                   | Fürst zu Schwaben                     | Princeps Sueviae                           |
| Prince d'Eichstadt                 | Fürst zu Eichstädt                    | Princeps Quercopolis                       |
| Prince de Passau                   | Passau                                | Princeps Passaviae                         |
| Prince de Trente                   | Trient                                | Princeps Tridenti                          |
| Prince de Bressanone               | Brixen                                | Princeps Brixinae                          |
| Prince de Berchtesgaden            | Fürst zu zu Berchtoldsgaden           | Princeps Berchtoldgadenae                  |
| Prince de Lindau                   | Lindau                                | Lindaugiae                                 |
| Comte princier de Habsbourg        | gefürsteter Graf zu Habsburg          | Comes Habsburgi                            |
| Comte princier de Tyrol            | Tyrol                                 | Comes Tirolis                              |
| Comte princier de Kybourg          | Kyburg                                | Comes Kyburgi                              |
| Comte princier de Gorizia          | Görz                                  | Comes Goritiae                             |
| Comte princier de Gradisca         | Gradiska                              | Comes Gradiscae                            |
| Margrave de Burgau                 | Markgraf zu Burgau                    | Marchio Burgoviae                          |
| Margrave de Haute et Basse-Lusace  | Markgraf zu Ober- und Nieder-Lausnitz | Marchio superioris et inferioris Lusatiae  |
| Landgrave de Brisgau               | Landgraf in Breisgau                  | Landgravius Brisgoviae                     |
| Landgrave d'Ortenau                | Landgraf in der Ortenau               | Landgravius Ortenaviae                     |
| Landgrave de Nellenbourg           | Landgraf zu Nellenburg                | Landgravius Nellenburgi                    |
| Comte de Montfort                  | Graf zu Montfort                      | Comes a Monte forti                        |
| Comte d'Hohenems                   | Hohenems                              | Comes Alta Amisia                          |
| Comte de Haut et Bas-Hohenberg     | Graf zu Ober- und Niederhohenberg     | Comes superioris et inferioris Hohenbergae |
| Comte de Bregenz                   | Bregenz                               | Comes Brigantii                            |
| Comte de Sonnenberg                | Sonnenberg                            | Comes Sonnenbergae                         |
| Comte de Rothenfels                | Rothenfels                            | Comes Rothenfelsii                         |
| Comte de Blumeneck                 | Graf zu Blumeneck                     | Comes Blumeneckii                          |
| Comte de Hofen                     | Hofen                                 | Comes Hovenae                              |
| Seigneur de la marche d'Esclavonie | Herr auf der windischen Mark          | Dominus Marchiae Slavonicae                |
| Seigneur de Vérone                 | Herr zu Verona                        | Dominus Veronae                            |
| Seigneur de Vicence                | Vicenza                               | Dominus Vincentiae                         |
| Seigneur de Padoue                 | Padua                                 | Dominus Patavii                            |